# Cúp bóng chuyền Albania
Cúp bóng chuyền Albania là giải đấu cúp thường niên của bóng chuyền nam tại Albania. Giải được thành lập năm 1954 bởi Hiệp hội bóng rổ Albania và câu lạc bộ có nhiều danh hiệu nhất là Dinamo, với 18 lần vô địch.

## Đội vô địch
| - 1954 Partizani - 1956 Dinamo - 1957 Spartaku - 1958 17 Nëntori - 1960 Partizani - 1961 Dinamo - 1962 Dinamo - 1963 Partizani - 1964 17 Nëntori - 1965 Dinamo - 1966 Dajti - 1967 Dinamo - 1968 Dinamo - 1968–69 Vllaznia - 1969–70 Vllaznia - 1970–71 Partizani | - 1971–72 Dinamo - 1972–73 Vllaznia - 1973–74 Partizani - 1974–75 Dinamo - 1975–76 Dinamo - 1976–77 Partizani - 1977–78 Dinamo - 1978–79 Dinamo - 1979–80 Dinamo - 1980–81 Dinamo - 1981–82 Partizani - 1982–83 Dinamo - 1983–84 Dinamo - 1984–85 Vllaznia - 1985–86 Dinamo - 1986–87 17 Nëntori | - 1987–88 Vllaznia - 1988–89 Vllaznia - 1989–90 Dinamo - 1990–91 17 Nëntori - 1991–92 Tirana - 1992–93 Partizani - 1993–94 Partizani - 1994–95 Studenti - 1995–96 Tirana - 1996–97 Studenti - 1997–98 Erzeni - 1998–99 Erzeni - 1999–00 Teuta - 2000–01 Studenti - 2001–02 Studenti - 2002–03 Dinamo | - 2003–04 Studenti - 2004–05 Studenti - 2005–06 Studenti - 2006–07 Studenti - 2007–08 Studenti - 2008–09 Teuta - 2009–10 Studenti - 2010–11 Studenti - 2011–12 Studenti - 2012–13 Studenti - 2013–14 Studenti - 2014–15 Studenti - 2015–16 Studenti |

## Thành tích theo câu lạc bộ
| Câu lạc bộ | Số lần vô địch | Mùa giải vô địch |
| ---------- | -------------- | --- |
| Dinamo     | 18             | 1956, 1961, 1962, 1965, 1967, 1968, 1971–72, 1974–75, 1975–76, 1977–78, 1978–79, 1979–80, 1980–81, 1982–83, 1983–84, 1985–86, 1989–90, 2002–03 |
| Studenti   | 16             | 1994–95, 1996–97, 2000–01, 2001–02, 2003–04, 2004–05, 2005–06, 2006–07, 2007–08, 2009–10, 2010–11, 2011–12, 2012–13, 2013–14, 2014–15, 2015–16 |
| Partizani  | 9              | 1954, 1960, 1963, 1970–71, 1973–74, 1976–77, 1981–82, 1992–93, 1993–94                                                                         |
| Tirana     | 7              | 1957, 1958, 1964, 1986–87, 1990–91, 1991–92, 1995–96                                                                                           |
| Vllaznia   | 6              | 1968–69, 1969–70, 1972–73, 1984–85, 1987–88, 1988–89                                                                                           |
| Teuta      | 2              | 1999–00, 2008–09 |
| Erzeni     | 2              | 1997–98, 1998–99 |
| Dajti      | 1              | 1966 |